# Баруздін Сергій Олексійович
Сергі́й Олексі́йович Бару́здін (рос. Баруздин, Сергей Алексеевич; *22 липня 1926, Москва — †22 липня 1991) — російський письменник.

## Біографічні дані
1958 року закінчив Літературний інститут імені Горького (Москва).
Головний редактор журналу «Дружба народів» (1965—1991). Письменник Юрій Калещук так охарактеризував Сергія Баруздіна: «Він писав вірші (на мій погляд, жахливі), воєнну прозу (аніяку), дитячі книги (дуже милі, але не більше). Його справжнє покликання та пристрасть, що поглинала все, полягали в іншому — він був головний редактор, а це — найрідкісніше ремесло».

## Творчість
Серед книг: роман «Повторення пройденого» (1964), «Повісті про жінок» (1967), збірка «Люди і книги. Літературні нотатки» (1978).
Автор книг для дітей «Раві і Шаші» (1956), «Казка про трамвай» (1968), «Крок за кроком» (1959), «Велика Світлана» (1960) та ін.
У книзі «Само по собі» очима червоноармійця Олексія Горскова показав Кам'янець-Подільський передвоєнний та в перші дні війни з німцями. Прототипом Горскова був народний художник СРСР Олексій Михайлович Грицай.

## Українські переклади
Українською мовою твори Баруздіна перекладали Іван Нехода, Надія Орлова, Валерія Іваненко та ін. Окремими виданнями побачили світ:
- Хто побудував цей дім. — К., 1953.
- Раві і Шаші. — К., 1957.
- Тася. — Львів, 1970.
- Нова адреса Ніни Стрешнєвої. — К., 1973.
- Оповідання про тварин. — К., 1977.
- Вірити й пам'ятати. — К., 1986.